# Ailsa Stewart
Ailsa O'Rourke (apellido de soltera O'Rourke, previamente Stewart & Hogan) es un personaje ficticio de la serie de televisión australiana Home and Away interpretada por la actriz Judy Nunn del 17 de enero de 1988 al 13 de febrero del 2003.

## Biografía
Ailsa fue la segunda esposa de Alf Stewart con quien tuvo a  Duncan Stewart en 1989, sin embargo la felicidad no duró mucho ya que Ailsa murió de un ataque al corazón en el 2000. Ailsa también es madre de Shauna Bradley hija que tuvo con un oficial mientras se encontraba en la cárcel.
Ailsa era muy buen amiga de Pippa Ross.